# Elena Iparraguirre

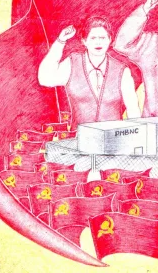
Elena Iparaguirre

Elena Iparaguirre, ps. Towarzyszka Miriam (ur. 1948) – jedna z przywódców peruwiańskiej radykalnie lewicowej, terrorystycznej partyzantki Świetlisty Szlak.
Iparaguirre wstąpiła do Świetlistego Szlaku w 1982, porzucając wykonywany wcześniej zawód nauczycielki. Była partnerką przywódcy organizacji Abimaela Guzmána. W momencie swojego aresztowania w 1992 zajmowała drugą pozycję w hierarchii Świetlistego Szlaku. Skazana w 1992 na dożywotnie więzienie za działalność terrorystyczną.
W 2002 wyrok sądu wojskowego w sprawie Iparaguirre został anulowany, a jej sprawa przekazana do rozpatrzenia sądowi cywilnemu. W 2006 w nowym procesie ponownie zapadł wyrok dożywotniego pozbawienia wolności.
W 2009 Iparaguirre i Guzmán, odbywający wyroki dożywotniego pozbawienia wolności w różnych więzieniach, wzięli ślub cywilny.